# Ulteo
Ulteo – tworzona od marca 2006 roku dystrybucja GNU/Linux, rozwijana przez Gaëla Duvala, twórcę Mandrake (obecnie Mandriva). Ulteo ma być z założenia bardzo łatwym w obsłudze i utrzymaniu systemem, który zmieni postrzeganie komputera. System ten ma zadowolić bardzo szerokie grono odbiorców: od początkujących użytkowników komputera po programistów i osoby bardzo doświadczone w tej dziedzinie.
Ulteo nie jest jednak zwykłą dystrybucją systemu GNU/Linux - Występuje w dwóch wersjach:
- Wersja tradycyjna - instaluje się na dysku
- Wersja "Connected Desktop"

Jak twierdzi sam twórca, słowo "ulteo" nie oznacza kompletnie nic, sam je wymyślił.

## Connected Desktop
Oprócz możliwości instalacji tradycyjnej Ulteo oferuje (od 20 października 2006) tzw. "Connected Desktop". Umożliwia on uruchomienie systemu operacyjnego wprost w przeglądarce internetowej. Ponieważ ta technologia wykorzystuje technologię "AJAX", wymagana jest przeglądarka obsługująca JavaScript. Usługa ta jest świadczona przez odpowiedni serwer, na którym użytkownik otrzymuje także pewną ilość miejsca na przechowywanie prywatnych danych. Na razie ta usługa jest w fazie rozwojowej "ALPHA" i nie jest zalecana do codziennego użytku. Z podobnej technologii korzysta projekt "YouOS".

## Ulteo "Sirius"
Ta wersja systemu została udostępniona 6 grudnia 2006 roku i  skompilowana pod architekturę x86-32. Minimalna wymagana pamięć operacyjna to 256 Megabajtów RAM. Jest to wersja LiveCD, którą można zainstalować na dysku twardym komputera. Na razie bardzo eksperymentalna, może generować dużo błędów podczas próby instalacji na dysk oraz nie posiada jeszcze wsparcia dla języków narodowych. Nie ma jeszcze wersji skompilowanej pod architekturę x86-64.
Najważniejsze oprogramowanie zawarte w tej wersji występuje w następujących wersjach:
- jądro 2.6.15
- UGD 0.01
- Xorg 7.0.0
- KDE 3.5.2
- Firefox & Thunderbird 1.5.0.8, Enigmail 0.94
- Openoffice.org 2.0.2
- Gimp 2.2.11
- Vlc 0.8.4
- amarok 1.3.9
- k3b 0.12.14
- kmymoney2 0.8.2
- inkscape 0.43
- scribus 1.2.4.1

## Cykl wydawniczy
Wydanie  pierwszej, jeszcze niestabilnej wersji Ulteo planowane było na sierpień 2006 roku, jednak zostało przesunięte na październik/listopad, jakiś czas po wydaniu Mandrivy 2007.
Kalendarium:
- marzec 2006 - Gaël Duval zaczyna budować podstawy Ulteo
- 20 października 2006 - udostępnienie testerom wersji ALPHA "Connected Desktop"
- 6 grudnia 2006 - udostępnienie społeczności pierwszej wersji ALPHA o nazwie kodowej "Sirius" (autorzy chcą, aby ulteo był "gwiazdą wśród systemów) wyposażonej w środowisko KDE.
- koniec lata/jesień 2007 - udostępnienie zamkniętej grupie zarejestrowanych użytkowników Ulteo Online Desktop w wersji beta